# Saint-Aubin-la-Plaine

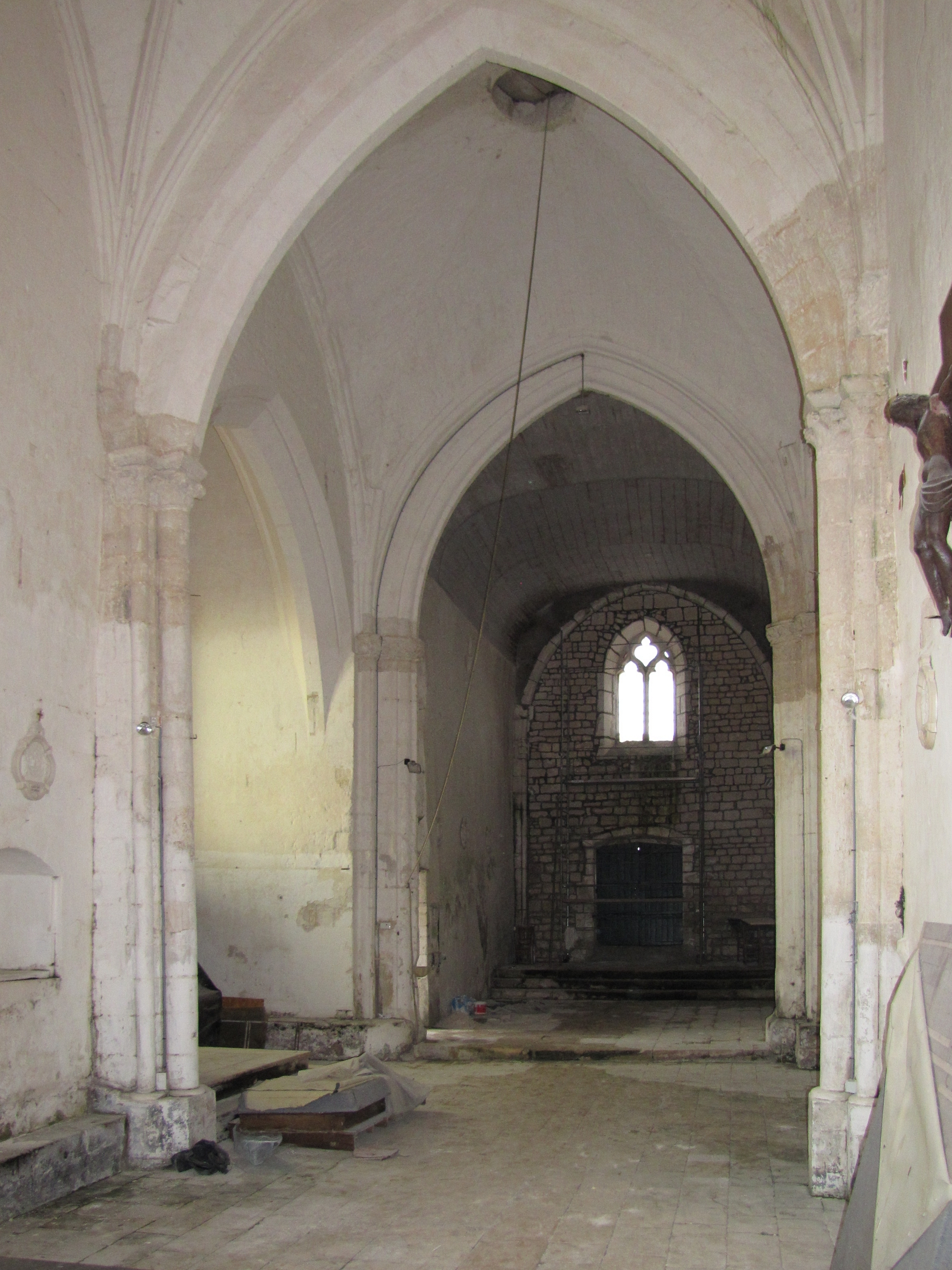
Kirche Saint-Aubin in Saint-Aubin-la-Plaine

Saint-Aubin-la-Plaine ist eine französische Gemeinde mit 533 Einwohnern (Stand: 1. Januar 2022) im Département Vendée in der Region Pays de la Loire; sie gehört zum Arrondissement Fontenay-le-Comte und zum Kanton La Châtaigneraie (bis 2015: Kanton Sainte-Hermine). Die Einwohner werden Saint-Aubinois genannt.

## Geographie
Saint-Aubin-la-Plaine liegt am etwa 31 Kilometer ostsüdöstlich von La Roche-sur-Yon. Umgeben wird Saint-Aubin-la-Plaine von den Nachbargemeinden Saint-Jean-d’Hermine im Westen und Norden, Saint-Étienne-de-Brillouet im Nordosten und Osten, Nalliers im Osten und Süden sowie Sainte-Gemme-la-Plaine im Südwesten.

## Bevölkerungsentwicklung
| 1962                      | 1968 | 1975 | 1982 | 1990 | 1999 | 2006 | 2013 |
| 323                       | 312  | 290  | 301  | 292  | 304  | 414  | 521  |
| Quelle: Cassini und INSEE |      |      |      |      |      |      |      |

## Sehenswürdigkeiten
- Kirche Saint-Aubin (Monument historique)